# Dagostinia
Dagostinia es un género es un género de polilla monotípico perteneciente a la familia Geometridae. Su única especie, Dagostinia fasciata, se encuentra con endemismo en la Argentina. El género fue descrito por primera vez por Ricardo N. Orfila y Sergio Schajovskoy en 1963.